# Czarna (powiat konecki)
Czarna – wieś sołecka w Polsce położona w województwie świętokrzyskim, w powiecie koneckim, w gminie Stąporków.
Wieś położona jest nad rzeką Czarną, na Wzgórzach Koneckich. Przechodzi przez nią czerwony szlak turystyczny prowadzący z rezerwatu przyrody Diabla Góra do Łącznej.
| SIMC    | Nazwa           | Rodzaj             |
| ------- | --------------- | ------------------ |
| 1018114 | Czarniecka Góra | część miejscowości |
| 1018203 | Za Młynem       | część miejscowości |

## Kościół i parafia
W miejscowości znajduje się sanktuarium Matki Bożej Wychowawczyni, a także kościół, który jest siedzibą parafii Nawiedzenia NMP.

## Historia
Tabela miast, wsi Królestwa Polskiego z roku 1827 wskazuje wieś Czarna jako prywatną: było tu 22 domy i 130 mieszkańców.
Według spisu powszechnego z roku 1921 we wsi Czarna było 105 domów i 582 mieszkańców.
W latach 1954–1968 wieś należała i była siedzibą władz gromady Czarna, po jej zniesieniu w gromadzie Stąporków. W latach 1975–1998 miejscowość należała administracyjnie do województwa kieleckiego.

## Obszar ochrony uzdrowiskowej
W 2023 r. sołectwo Czarna wraz z sołectwami: Czarniecka Góra, Janów i Błotnica uzyskało na mocy Rozporządzenia Rady Ministrów status obszaru ochrony uzdrowiskowej („Obszar Ochrony Uzdrowiskowej Czarniecka Góra”).